# Enric I de Rodés
Enric I de Rodés (c. 1175-Terra Santa 1222) va ser un noble occità i trobador. Va ser comte de Rodés i vescomte de Carlat des del 1208 fins al 1222, any en què probablement va morir.

## Biografia
Era fill d'Hug II, comte de Rodés i vescomte de Carlat, i de Bertranda d'Amalon. Es va casar el 1212 amb Algaieta d'Escoralhas, filla de Gui senyor d'Escoralhas i senyora de Benavent, Vic i Marmiesse. Del seu matrimoni en van néixer tres fills conegutsː
- Hug IV (1212 - † 1274), que esdevindrà comte de Rodés.
- Guibert de Rodés, senyor de Vic, Marmiesse i Escoralhas.
- Guisa de Rodés.

A l'inici la Croada albigesa, des del 1209, va fer costat al comte de Tolosa i es va oposar a la croada. Tanmateix el 1214, el bisbe de Rodés va cridar a Simó de Montfort, el líder de la croada, a la Roerga i Enric s'hi va sotmetre. Com que havia pagat a mercenaris per a la lluita contra la croada, el legat papal Robert de Couçon li havia d'expropiar les terres, però Montfort el va acollir com a vassall. Enric I de Rodés va jurar lleialtat a Simó de Montfort el 7 de novembre de 1214. Després de la mort de Montfort el 1218, va reconèixer al seu fill Amaurí com a nou senyor.
El 1219 va anunciar la seva participació a la Cinquena croada. El 29 de juny de 1219, present al campament del príncep Lluís VIII en el setge de Tolosa, va deixar l'administració de les seves terres al bisbe de Rodés mentre durés la seva absència, probablement perquè el seu fill gran encara era menor d'edat. Enric I de Rodés va morir de malaltia vers el 1222 durant el transcurs de la Cinquena croada.

## Trobador
Enric de Rodés també va ser un trobador. De la seva obra han perviscut dos partiments amb Ug de Sant Circ. Un d'ells és N'Ugo, vostre semblan digatz (185.2=457.24).
La seva filla Guida es va casar amb el trobador Ponç de Montlaur.